# Initiative Europäischer Netzbetreiber
Die Initiative Europäischer Netzbetreiber (IEN) ist ein im Jahr 2003 gegründeter Verein mit Sitz in Berlin, der einige der größten europaweit tätigen Betreiber von Telekommunikationsnetzen repräsentiert. Zu den Mitgliedern der Initiative gehören die deutschen Tochtergesellschaften der Unternehmen BT Group, Cable & Wireless, Colt Technology Services, MCI, Versatel sowie ehemals Tiscali. 
Die IEN verfolgt das Ziel, dass die Investitionsbedingungen für Telekommunikationsnetzbetreiber in Deutschland nicht nachteiliger sind als in anderen Ländern Europas. Ihre Mitglieder sind international tätige Telekommunikationsunternehmen, die auf möglichst gleichmäßige Wettbewerbschancen angewiesen sind.
Der Arbeitsschwerpunkt der IEN liegt in der Vergabe von Impulsen an Wirtschaft und Politik (z. B. die Bundesregierung, der Deutsche Bundestag, die Bundesnetzagentur, das Bundeskartellamt sowie die Europäische Kommission) in Bezug auf das nationale Telekommunikationsgesetz und die internationalen Regulierungsrahmen des Telekommunikationsmarktes.
Vorsitzende des Vorstands ist Jutta Merkt, Geschäftsführerin ist Malini Nanda.